# Marianne Flynner
Marianne Gunilla Flynner Hedmalm (Stoccolma, 16 settembre 1954) è una cantante svedese.

## Biografia
Marianne Flynner ha piazzato il suo primo album in studio Country Girl all'interno della Sverigetopplistan, debuttando al 47º posto della classifica. Al disco hanno fatto seguito due LP, rispettivamente Tic Tac Time (1994) e Sagt och gjort (1996).

## Discografia

### Album in studio
- 1993 – Country Girl
- 1994 – Tic Tac Time
- 1996 – Sagt och gjort

### Singoli
- 1985 – Stark vild fri
- 1993 – Country Girl
- 1994 – Bye Bye
- 1994 – Take a Look at Your Shadow
- 1994 – All the King's Horses
- 1996 – Hennes ögon